# 藤井英俊
藤井　英俊（ふじい ひでとし、1965年5月3日 - ）は、日本の材料工学者。大阪大学教授。接合科学、固相接合、摩擦接合を専門分野とし、摩擦攪拌接合、線形摩擦接合などにおける金属・非金属材料の接合・溶接界面の諸現象の解明および新たな界面制御技術の開発に取り組んでいる。また、世界に先駆けてベイジアンニューラルネットワークを用いた材料の特性予測手法を提唱したことでも知られる。2023年4月より大阪大学接合科学研究所所長に就任。2023年4月に公開された(株)パテント・リザルトの分析において、全領域で注目度の高い発明者6名にランクインしている。固相抵抗スポット接合などを開発。

## 略歴
- 1965年 - 山口県生まれ。
- 1981年 - 周南市立太華中学校卒業
- 1984年 - 山口県立徳山高等学校卒業
- 1988年 - 早稲田大学理工学部卒業
- 1990年 - 早稲田大学理工学研究科資源及材料工学専攻修士課程課程修了
- 1992年 - 早稲田大学理工学部助手
- 1993年 -  早稲田大学理工学研究科資源及材料工学専攻博士後期課程修了。博士（工学）（早稲田大学）の学位取得。
- 1993年 - 新技術事業団／ケンブリッジ大学日英共同研究研究員
- 1995年 - ケンブリッジ大学Research Associate
- 1996年 - 大阪大学接合科学研究所助手
- 1997年 - 大阪大学接合科学研究所助教授
- 2010年 - 大阪大学接合科学研究所教授
- 2019年 - 大阪大学接合科学研究所副所長
- 2023年 - 大阪大学接合科学研究所所長

## 主な受賞歴
- 2014年3月 - Science and Technology of Welding and Joining, Best Paper Award 2013（英国材料学会）[8]
- 2015年4月 - 溶接学会 論文賞
- 2016年4月 - 文部科学大臣表彰・科学技術部門（研究）[9]
- 2017年4月 - 溶接学会 業績賞
- 2020年3月 - 日本鉄鋼協会 学術貢献賞（三島賞）
- 2023年4月 - 第55回 市村学術賞（市村清新技術財団）[10]
- 2023年5月 - 第20回 本多フロンティア賞（本多記念会）[11]